# Mikko Strömberg
Mikko Strömberg (* 5. März 1979 in Helsinki) ist ein finnischer Eishockeytorwart, der seit Januar 2011 beim HC Pustertal in der italienischen Serie A1 unter Vertrag steht.

## Karriere
Mikko Strömberg begann seine Karriere in der Jugendabteilung der finnischen Mannschaft HIFK Helsinki, wo er mehrere Spielzeiten das Tor der U18- und U20-Mannschaft hütete. In der Saison 2000/01 kam er zu den ersten Einsätzen in der zweiten finnischen Liga bei Ahmat Hyvinkää, ehe er in der folgenden Saison für seinen Jugendverein HIFK, Haukat Järvenpää und erneut Ahmat Hyvinkää zwischen den Pfosten stand.
Im Sommer 2002 entschied sich Strömberg nach Schweden zu wechseln und unterschrieb dort einen Vertrag bei Kiruna IF aus der HockeyAllsvenskan. Noch im gleichen Winter wechselte er zurück in seine Heimat und kam bei Kiekko-Vantaa zu sieben Einsätzen. Von 2003 bis 2005 spielte er für den finnischen Zweitligisten Jukurit Mikkeli, wo er beide Jahre in voller Linie zu überzeugen wusste. 2005 gelang ihm der Sprung in die höchste finnische Liga, wo er für zwei Spielzeiten bei SaiPa Lappeenranta aktiv war.
Die Saison 2007/08 begann Strömberg bei Kärpät Oulu, ehe er für die entscheidende Phase der Meisterschaft zum HC Innsbruck nach Österreich wechselte. Auch den darauf folgenden Winter begann er in Finnland bei HPK Hämeenlinna, bevor er wiederum in Innsbruck einen Vertrag unterzeichnete. Zwischen 2009 und 2011 stand er bei Jokerit Helsinki unter Vertrag und wurde 2010 in zehn Partien bei Kiekko-Vantaa eingesetzt. Anfang 2011 erhielt Strömberg einen Vertrag beim HC Pustertal aus der italienischen Serie A1, der schließlich nach einer überzeugenden Leistung auch für die Spielzeit 2011/12 verlängert wurde.

## Erfolge und Auszeichnungen
- 2003 Vizemeister der Mestis mit Kiekko-Vantaa
- 2004 Vizemeister der Mestis mit Jukurit Mikkeli
- 2005 Bester Torhüter der Mestis
- 2011 Sieger Coppa Italia mit dem HC Pustertal
- 2011 Vizemeister der Serie A1 mit dem HC Pustertal